# 岷山鹅观草
岷山鹅观草（学名：Roegneria dura）为禾本科鹅观草属下的一个种。

## 扩展阅读
維基物種上的相關：岷山鹅观草